# Îles Marshall aux Jeux olympiques d'été de 2008
Les Îles Marshall participent aux Jeux olympiques d'été de 2008 à Pékin. Il s'agit de leur 1re participation à des Jeux d'été.

## Athlètes engagés

### Athlétisme
- Haley Nemra
- Roman Cress

| Épreuve    | Athlète     | Séries   | Séries | Quarts de finale | Quarts de finale | Demi-finales | Demi-finales | Finale   | Finale |
| Épreuve    | Athlète     | Résultat | Rang   | Résultat         | Rang             | Résultat     | Rang         | Résultat | Rang   |
| ---------- | ----------- | -------- | ------ | ---------------- | ---------------- | ------------ | ------------ | -------- | ------ |
| 100 mètres | Roman Cress | 11.18    | 8e     | -                | -                | -            | -            | -        | -      |

### Natation
- Jared Heine
- Julianne Kirchner

### Taekwondo
Hommes
- -de 80 kg : Anju Jason